# Gloria Carrá
Pour les articles homonymes, voir Carra.
Gloria Carra est une actrice argentine, née le 15 juin 1971 à Buenos Aires.

## Filmographie
- 2006 : Agua de Verónica Chen : Maria
- 2007 : De tout mon cœur (Patito Feo) (telenovela) : Blanche Lamas (Blanca)
- 2000 : Verano del '98  (telenovela) :  Amparo Guzmán
- 1999 : Verano del '98  (telenovela) :  Amparo Guzmán